# Louzac-Saint-André
 Louzac-Saint-André  es una población y comuna francesa, en la región de Poitou-Charentes, departamento de Charente, en el distrito de Cognac y cantón de Cognac-Sud.

## Demografía
| 596 | 607 | 755 | 747 | 953 | 991 |
| Para los censos de 1962 a 1999 la población legal corresponde a la población sin duplicidades (Fuente: INSEE [Consultar]) |     |     |     |     |     |